# Вејверли (Кентаки)
Вејверли (енгл. Waverly) град је у америчкој савезној држави Кентаки.

## Демографија
По попису из 2010. године број становника је 308, што је 11 (3,7%) становника више него 2000. године.
| Група             | 2000.       | 2010.       |
| Белци             | 279 (93,9%) | 284 (92,2%) |
| Афроамериканци    | 17 (5,7%)   | 18 (5,8%)   |
| Азијати           | 0 (0,0%)    | 0 (0,0%)    |
| Хиспаноамериканци | 1 (0,3%)    | 2 (0,6%)    |
| Укупно            | 297         | 308         |